# Josemar Tiago Machaísse
Josemar Tiago Machaisse (Maputo, 7 agosto 1987) è un calciatore mozambicano, di ruolo centrocampista.

## Carriera

### Club
Ha giocato nel campionato mozambicano e angolano.

### Nazionale
Conta 36 presenze con la Nazionale del suo paese.